# ハイナ (クロスター)
ハイナ (クロスター) (ドイツ語: Haina (Kloster)) は、ドイツ連邦共和国ヘッセン州ヴァルデック＝フランケンベルク郡に属す町村（以下、本項では便宜上「町」と記述する）である。

## 地理

### 位置
ハイナは、ケラーヴァルトの南西斜面に位置する。この町はヴォーラ川に面しており、ホーエ・ロール（山）にも近い。

### 隣接する市町村
ハイナは、北西はフランケナウ、北東はバート・ヴィルドゥンゲン（ともにヴァルデック＝フランケンベルク郡）、東はバート・ツヴェステン、南東はイェスベルクおよびギルザーベルク（以上、3町村はいずれもシュヴァルム＝エーダー郡）、南はゲミュンデン (ヴォーラ)、西はブルクヴァルトおよびフランケンベルク (エーダー)（以上、3市町村はいずれもヴァルデック＝フランケンベルク郡）と境を接する。

### 自治体の構成
この町は、12の地区からなる: キルシュガルテンを含むアルテンハイナ、バッテンハウゼン、ボッケンドルフ、ドーデンハウゼン、ハッデンベルク、ハイナ（町の行政機関所在地）、ハルゲハウゼン、ヒュッテンローデ、レールバッハ、モーンハウゼン、オーバーホルツハウゼン、レーマースハウゼンである。

## 歴史
ハイナの旧シトー会修道院は、ヘッセン州のゴシック様式の修道院施設として最も重要なものの一つである。ハイナ修道院は、ベルク地方のアルテンベルク修道院から来た修道士らによって創設された。彼らは1144年にレールバッハ近くのアウレスブルクに定住し、その 70 年後にハイナに移転してきた。
寄贈、購入、交換といった手段によって、ハイナのシトー会修道院は、ヴェーザー川からマイン川に至る裕福な大地主となった。1527年、ヘッセン方伯フィリップ1世によって修道院は廃止され、邦立の病院に転用された。現在、この修道院内には精神科病院がある。1789年、この施設の管理者だったフリードリヒ・フォン・シュタムフォルトがシュタムフォルトシャー庭園を造営した。
- 1655年に出版されたマテウス・メーリアンの銅版画に描かれたハイナ
- ハイナ修道院

## 行政

### 議会
ハイナの町議会は、23議席からなる。

## 文化と見所

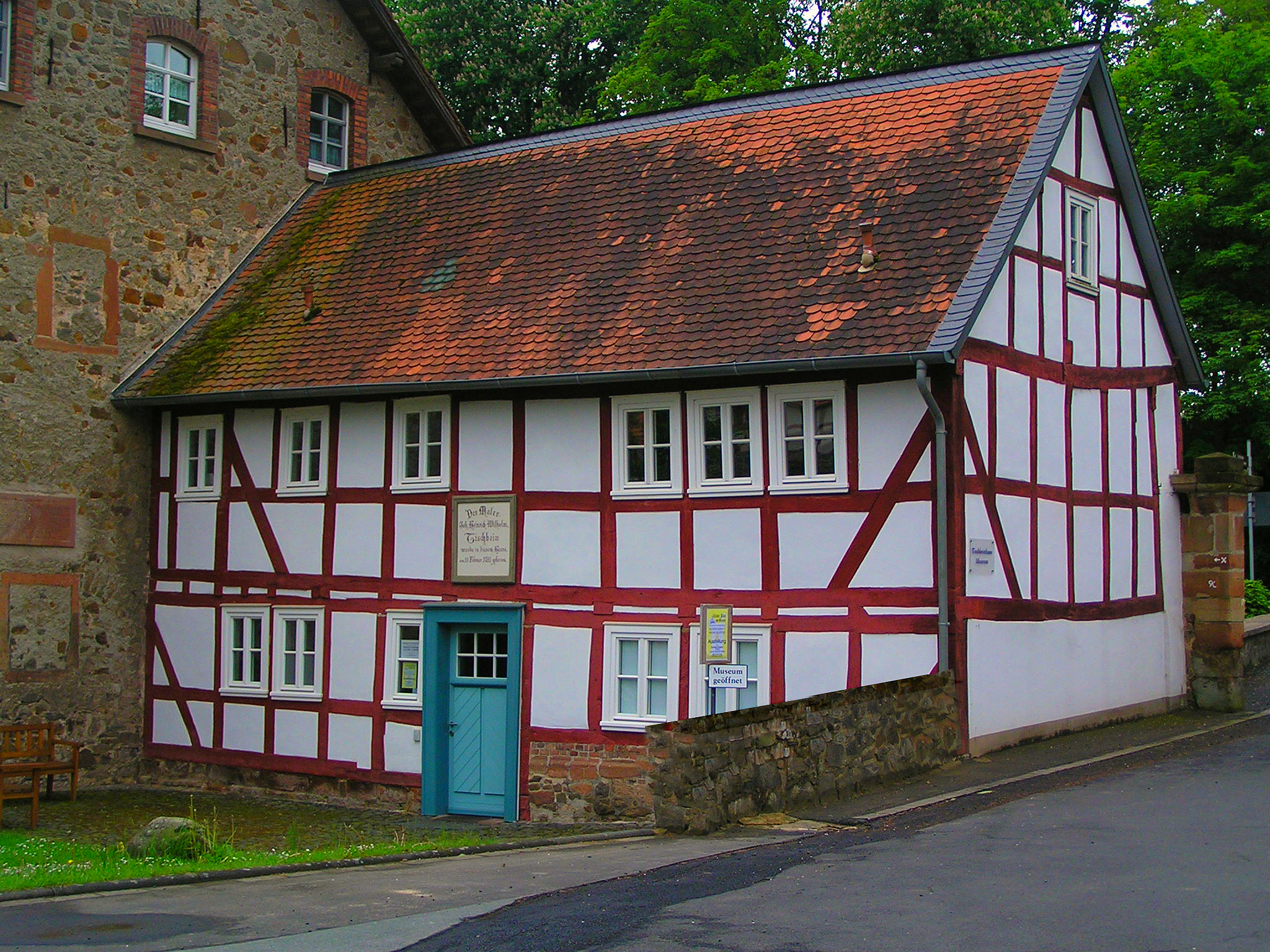
ティシュバインの生家

### 博物館
- 精神科博物館
- ティシュバインハウス

## 人物

### 出身者
- ヘリウス・エオバヌス・ヘッスス（1488年 - 1540年）プロテスタントの人文主義者。
- ヨハン・ハインリヒ・ヴィルヘルム・ティシュバイン（1751年 - 1829年）画家。「ゲーテのティシュバイン」と呼ばれる。

## 引用
1. ↑  Hessisches Statistisches Landesamt: Bevölkerung in Hessen am 31.12.2023 (Landkreise, kreisfreie Städte und Gemeinden, Einwohnerzahlen auf Grundlage des Zensus 2011)]
2. ↑  2011年3月27日の町議会議員選挙結果 (hsl.de)